# Кубок Ісландії з футболу 2022
Кубок Ісландії з футболу 2022 — 63-й розіграш кубкового футбольного турніру в Ісландії. Титул вдруге поспіль здобув Вікінгур (Рейк'явік).

## Календар
| Раунд        | Дата                       | Матчі | Клуби   |
| ------------ | -------------------------- | ----- | ------- |
| Перший раунд | 8-14 квітня 2022           | 32    | 74 → 52 |
| Другий раунд | 21-25 квітня 2022          | 20    | 52 → 32 |
| 1/16 фіналу  | 24-26 травня 2022          | 16    | 32 → 16 |
| 1/8 фіналу   | 26-28 червня 2022          | 8     | 16 → 8  |
| 1/4 фіналу   | 10-19 серпня 2022          | 4     | 8 → 4   |
| 1/2 фіналу   | 31 серпня - 1 вересня 2022 | 2     | 4 → 2   |
| Фінал        | 1 жовтня 2022              | 1     | 2 → 1   |

## Регламент
У перших двох раундах беруть участь команди з нижчих дивізіонів та аматори. Клуби Урвалсдейлду стартували з 1/16 фіналу.

## 1/8 фіналу
| Команда 1      | Рахунок | Команда 2            |
| -------------- | ------- | -------------------- |
| 26 червня 2022 |         |                      |
| Коупавогур (2) | 6:0     | Дальвік/Рейнір (4)   |
| Акурейрі       | 4:1     | Фрам                 |
| Гапнарф'ярдар  | 6:1     | ІР (3)               |
| Аегір (3)      | 1:0     | Фількір (2)          |
| Нярдвік (2)    | 0:1     | КР                   |
| 27 червня 2022 |         |                      |
| Кордренгір (2) | 2:1 дч  | Афтурелдінг (2)      |
| Акранес        | 2:3     | Брєйдаблік           |
| 28 червня 2022 |         |                      |
| Сельфосс (2)   | 0:6     | Вікінгур (Рейк'явік) |

## 1/4 фіналу
| Команда 1            | Рахунок | Команда 2     |
| -------------------- | ------- | ------------- |
| 10 серпня 2022       |         |               |
| Акурейрі             | 3:0     | Аегір (3)     |
| 11 серпня 2022       |         |               |
| Кордренгір (2)       | 2:4     | Гапнарф'ярдар |
| 18 серпня 2022       |         |               |
| Вікінгур (Рейк'явік) | 5:3     | КР            |
| 19 серпня 2022       |         |               |
| Коупавогур (2)       | 0:1     | Брєйдаблік    |

## 1/2 фіналу
| Команда 1      | Рахунок | Команда 2            |
| -------------- | ------- | -------------------- |
| 31 серпня 2022 |         |                      |
| Брєйдаблік     | 0:3     | Вікінгур (Рейк'явік) |
| 1 вересня 2022 |         |                      |
| Гапнарф'ярдар  | 2:1     | Акурейрі             |

## Фінал
| 1 жовтня 2022 18:00 (EEST) |

| Гапнарф'ярдар                    | 2:3 дч   | Вікінгур (Рейк'явік)         |
| -------------------------------- | -------- | ---------------------------- |
| Гейдарссон 28' Йоунссон 90' (аг) | Протокол | Пуньєд 26' Гансен 89', 90+1' |

| Лаугардалсволлур, Рейк'явік Глядачів: 4 381 Арбітр: Івар Оррі Крістьянссон |